# Tootsie
Tootsie ist eine US-amerikanische Travestie-Komödie mit Dustin Hoffman aus dem Jahr 1982.  Der Titel ist amerikanischer, leicht sexistischer Slang und bedeutet so viel wie „Schätzchen“, „Schnuckel“ oder „Darling“.

## Handlung
Der Schauspieler Michael Dorsey ist als querköpfiger Perfektionist bekannt, bekommt daher kein Engagement und schlägt sich mit Theaterkursen und Kellnerjobs durch. Als eine weibliche Hauptrolle für eine TV-Seifenoper gecastet wird, bewirbt er sich als resolute Frau verkleidet unter dem Namen Dorothy Michaels und erhält den Job. Allerdings spielt „Dorothy“ ihre Rolle anders als vorgesehen sehr selbstbewusst, weicht vom Drehbuch ab und weist dabei vor allem einen in der Serie sehr sexistisch agierenden Mann entschieden in seine Schranken. Der Regisseur verzweifelt, doch beim Publikum kommt das sehr gut an, daher wird das Engagement verlängert.
Die Komödie bekommt eine weitere Ebene, als die Kollegin Julie in „Dorothy“ eine gute Freundin sieht und umgekehrt Michael für sie auch Zuneigung empfindet, jedoch Abstand halten muss, da er am Set weiterhin als Frau gelten muss. Dennoch gerät diese Bekanntschaft auf die private Ebene und wird erst recht kompliziert, als Julies verwitweter Vater, großer Fan der Serie, „Dorothy“ einen Heiratsantrag macht.
Dorsey hat zunehmend Probleme damit, den Konflikt zwischen seiner Rolle und seinen Gefühlen für Julie zu bewältigen, und outet sich bei einer außerplanmäßigen Live-Ausstrahlung schließlich vor dem Millionenpublikum als Mann, womit er zwar seine Rolle verliert, aber die Chance auf eine Beziehung mit Julie gewinnt.

## Kritiken
- Prisma Online: „Dustin Hoffman in einer Paraderolle. Aus der eher anspruchslosen „Charleys Tante“-Variante wird dank guter Darstellungen und einiger böser Seitenhiebe aufs amerikanische Show-Biz gelungene Unterhaltung.“[2]
- Hamburger Abendblatt, Hamburg: „Eine Tour de force von höchster komödiantischer Delikatesse.“
- Lexikon des internationalen Films: „Hauptdarsteller Dustin Hoffman und Regisseur Sydney Pollack machen aus der äußerst konventionellen und reichlich anspruchslosen Story, die sich vor allem auf den „Charleys Tante“-Effekt verlässt, eine unterhaltsame, augenzwinkernd präsentierte Komödie über die Absurditäten des Showgeschäfts und über den Umgang mit Geschlechterrollen.“[3]

## Auszeichnungen
- Tootsie war 1983 für zehn Oscars nominiert, und zwar in den Kategorien Bester Film, Bester Hauptdarsteller (Dustin Hoffman), Beste Nebendarstellerin (Teri Garr), Beste Nebendarstellerin (Jessica Lange),  Beste Regie (Sydney Pollack), Bestes Originaldrehbuch, Beste Kamera, Bester Ton, Bester Schnitt und Bester Song (It Might Be You)
- Nur Jessica Lange erhielt den Oscar als beste Nebendarstellerin
- Bei den Golden Globes gewann der Film den Preis in der Kategorie Beste Komödie/Musical, Dustin Hoffman wurde als bester Hauptdarsteller in einer Komödie/Musical ausgezeichnet, Jessica Lange erhielt ihn als beste Nebendarstellerin.

Ranglisten des American Film Institute:
- Platz 62 in der Liste der 100 besten Filme aller Zeiten (1998; 2007: Rang 69)
- Platz 2 in der Liste der 100 besten Komödien aller Zeiten

Library of Congress:
- 1998 wurde Tootsie in das National Film Registry aufgenommen.

## Hintergrund
Für Executive Producer Charles Evans, den Bruder des Filmproduzenten Robert Evans, war Tootsie die erste Filmarbeit.
Auf Michael Dorseys Geburtstagsfeier steht er vor einem Schwarz-Weiß-Plakat. Dustin Hoffman dreht seinen Kopf in eine ähnliche Position wie der Mann auf dem Poster, nach vorne geneigt. Der Mann auf dem Plakat ist Samuel Beckett.